# Roviano
Roviano là một đô thị ở tỉnh Roma trong vùng Latium, có cự ly khoảng 45 km về phía đông bắc của Roma. Tại thời điểm ngày 31 tháng 12 năm 2004, đô thị này có dân số 1.379 người và diện tích là 8,4 km².
Roviano giáp các đô thị: Anticoli Corrado, Arsoli, Cineto Romano, Mandela, Marano Equo, Riofreddo.